# Каттолика, Джильфредо
Джильфредо Каттолика (итал. Gilfredo Cattolica; 11 октября 1882, Чивитанова-Марке — 6 марта 1962, Болонья) — итальянский композитор и музыкальный педагог.
Окончил Консерваторию Пезаро, ученик Пьетро Масканьи и Амилькаре Дзанеллы. В 1910 году выиграл конкурс на замещение вакантной должности Музыкального института имени Фрескобальди в Ферраре и возглавлял это учебное заведение до 1952 года. Систематизировал учебные программы, организовал переезд лицея в новое специально построенное здание (1937) и открытие концертного зала (1939), в последнем учебном году своей каденции открыл в составе лицея школу вокалистов.
Автор торжественной кантаты в честь Джироламо Фрескобальди (к 50-летию Института имени Фрескобальди), Драматической увертюры для оркестра, Пасторальной сюиты для струнного квартета, сонаты для скрипки и фортепиано, других камерных и инструментальных сочинений. Опубликовал учебники гармонии, музыкальной теории, игры на духовых инструментах.